# Magazine (EP)
《MAGAZINE》은 미국의 가수 에일리의 세 번째 미니 앨범이다. 2014년 9월 25일에 발매되었다. 대표곡으로는 〈손대지마〉와 〈문득병〉이 있다.